# Kostel svaté Anny (Krupka)
Hřbitovní kostel svaté Anny je římskokatolický filiální kostel v Krupce v okrese Teplice. Od roku 1964 je chráněn jako kulturní památka. Stojí na hřbitově v části města Libušín.

## Historie

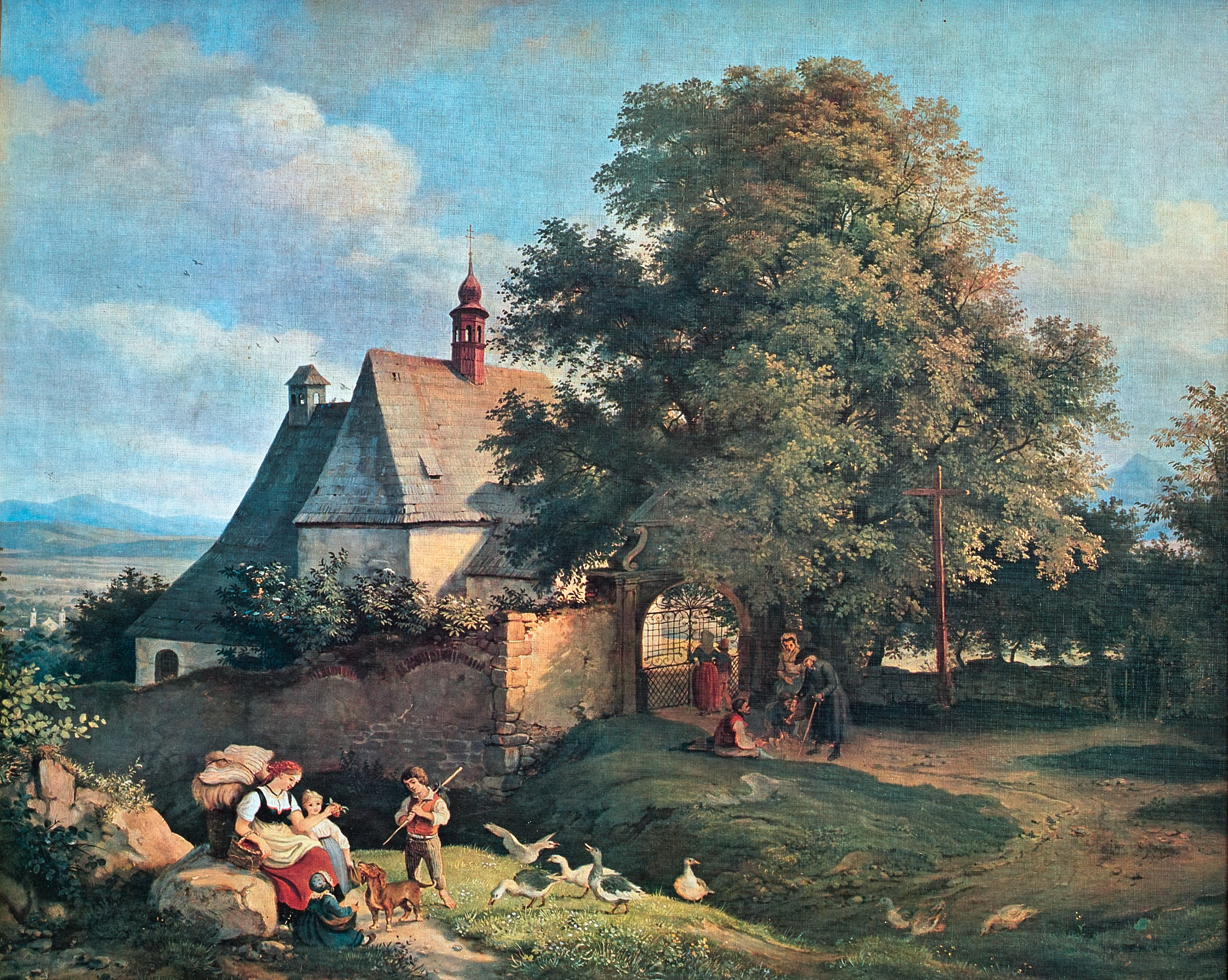
Malba z devatenáctého století

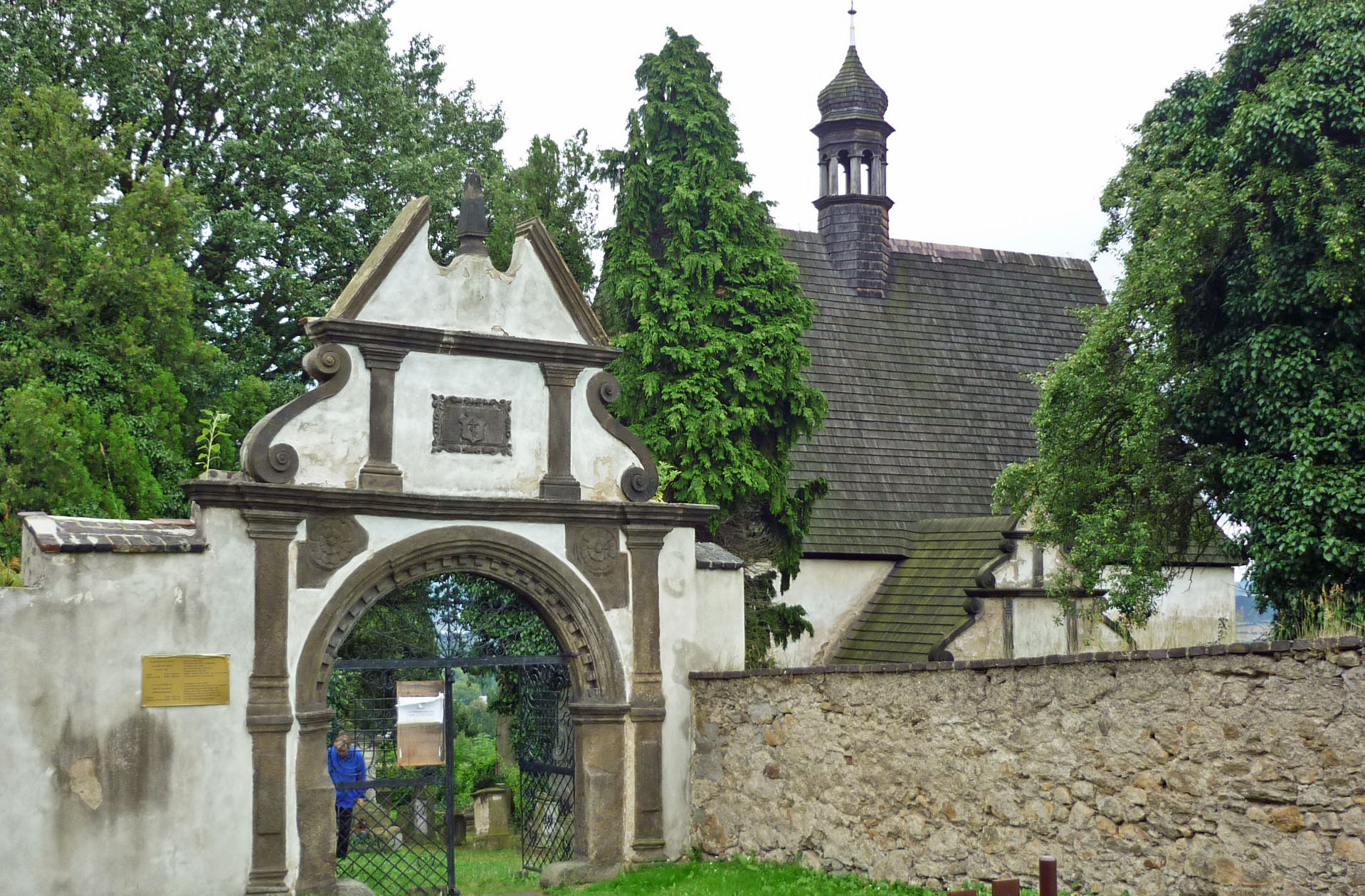
Hřbitovní brána

Kostel byl postaven v roce 1516, ale nebyl využíván. V letech 1576–1624 sloužil evangelíkům, kteří jej částečně dostavěli v renesančním slohu. Později až do roku 1684, kdy byl opraven kostel Nanebevzetí Panny Marie, fungoval jako jediný městský kostel. V devatenáctém a dvacátém století byl několikrát opravován, ale na počátku devadesátých let dvacátého století zůstal volně přístupný, a většina vnitřního zařízení zanikla. Návštěvníkům je přístupný v otvíracích hodinách od května do září.
Duchovní správci kostela sv. Anny jsou uvedeni na stránce: Římskokatolická farnost Krupka.

## Stavební podoba
Dominantou kostela je protáhlý pětiboký presbytář s opěráky, ke kterému na západě přiléhá příčná loď. U její západní stěny stojí v ose presbytáře předsíň s odstupňovaným volutovým štítem a polokruhově ukončeným vstupem. Hladké fasády jsou členěné pouze hrotitými okny s kružbami. Strop je kazetový a podél dvou stěn příčné lodi se táhne dvouramenná dřevěná kruchta zdobená 24 malovanými výplněmi z poloviny šestnáctého století se starozákonními výjevy. Většina původních nástěnných maleb byla překryta a odkrytá zůstává pouze malba postavy Martina Luthera po straně vítězného oblouku, která je jeho nejstarším dochovaným zpodobněním v Českých zemích.

## Zařízení
Zařízení tvořil renesanční oltář s řezbami Kalvárie v nástavci a Posledního soudu na predelle ze druhé poloviny šestnáctého století. Barokní sochy svatého Petra a svatého Pavla z první poloviny osmnáctého století byly přemístěny do předsíně z kostela svatého Prokopa. Kromě toho se v lodi nachází devět kamenných náhrobníků: dva nápisové a ostatní s erby a emblémy z doby po roce 1600.

## Okolí kostela
Na hřbitov se vstupuje renesanční branou z roku 1615 postavenou na náklady krupského obchodníka Georga Klippela. Tvoří ji polokruhový vchod s pilastry, které podpírají římsu s vysokým rozeklaným volutovým štítem. Na sever od kostela roste na hřbitově dub zimní chráněný jako památný strom.